# Olof Metzén
Olof Metzén, född 19 mars 1701 i Östra Husby församling, Östergötlands län, död 9 juli 1754 i Kimstads församling, Östergötlands län, var en svensk präst.

## Biografi
Metzén föddes 1701 i Östra Husby församling. Han var son till komministern därstädes. Metzén blev 1721 student vid Uppsala universitet och prästvigdes 8 november 1728 till adjunkt i Östra Husby församling. Han blev 1730 adjunkt i Kimstads församling, 1731 komminister i församlingen och 30 april 1738 kyrkoherde i församlingen, tillträde 1739. Metzén avled 1754 i Kimstads församling och begravdes 14 juli samma år i Kimstads kyrkas kor av prosten Petrus Trysén, Borgs församling.
Metzén var repondens vid prästmötet 1731.

### Familj
Metzén gifte sig 1729 med Anna Margareta Werning (död 1785). Hon var dotter till en artillerilöjtnant. De fick tillsammans barnen föraren Olof Metzén (1730–1768) vid Östgöta kavalleriregemente, Carl Johan Metzén (1732–1737), Hedvig Eleonora Metzén som var gift med komministern A Lindroth i Kimstads församling, Abraham Metzén (1738–1738), kyrkoherden Isaac Metzén i Törnevalla församling, Daniel Metzén (1741–1741), Jacob Metzén (1741–1741), Ulrica Eleonora Metzén (1742–1742) och Anna Margareta Metzén (1750–1750).